# Kenenisa Bekele
Kenenisa Bekele (amharsko ቀነኒሳ በቀለ), etiopski atlet, * 13. junij 1982, Bekodži, zona Arsi, Oromija, Etiopija.

## Življenjepis
Leta 2003 je na svetovnem prvenstvu v atletiki zmagal v teku na 10.000 m in dobil bronasto medaljo na 5.000 m. Priznavajo ga za najboljšega mladega tekača na svetu.
Leta 2004 je postavil svetovne rekorde v teku na dolge proge 5.000 m v dvoranah, ter v teku na 5.000 m in 10.000 m na zunanjih progah, slednja je leta 2020 izboljšal Joshua Cheptegei.
Bekeleja smatrajo za naslednika Hajla Gebreselasija (rojen 1973), priznano najboljšega tekača na dolge proge v zgodovini človeštva. Bekele je zmagal v dveh od tretjih tekmah z Gebreselasijem.
Na Poletnih olimpijskih igrah v Atenah 2004 je Bekele v izjemnem teku na 10.000 m premagal Gebreselasija, ki je zasedel peto mesto.